# Maleo
Maleo est une commune italienne de la province de Lodi, dans la région Lombardie.

## Histoire

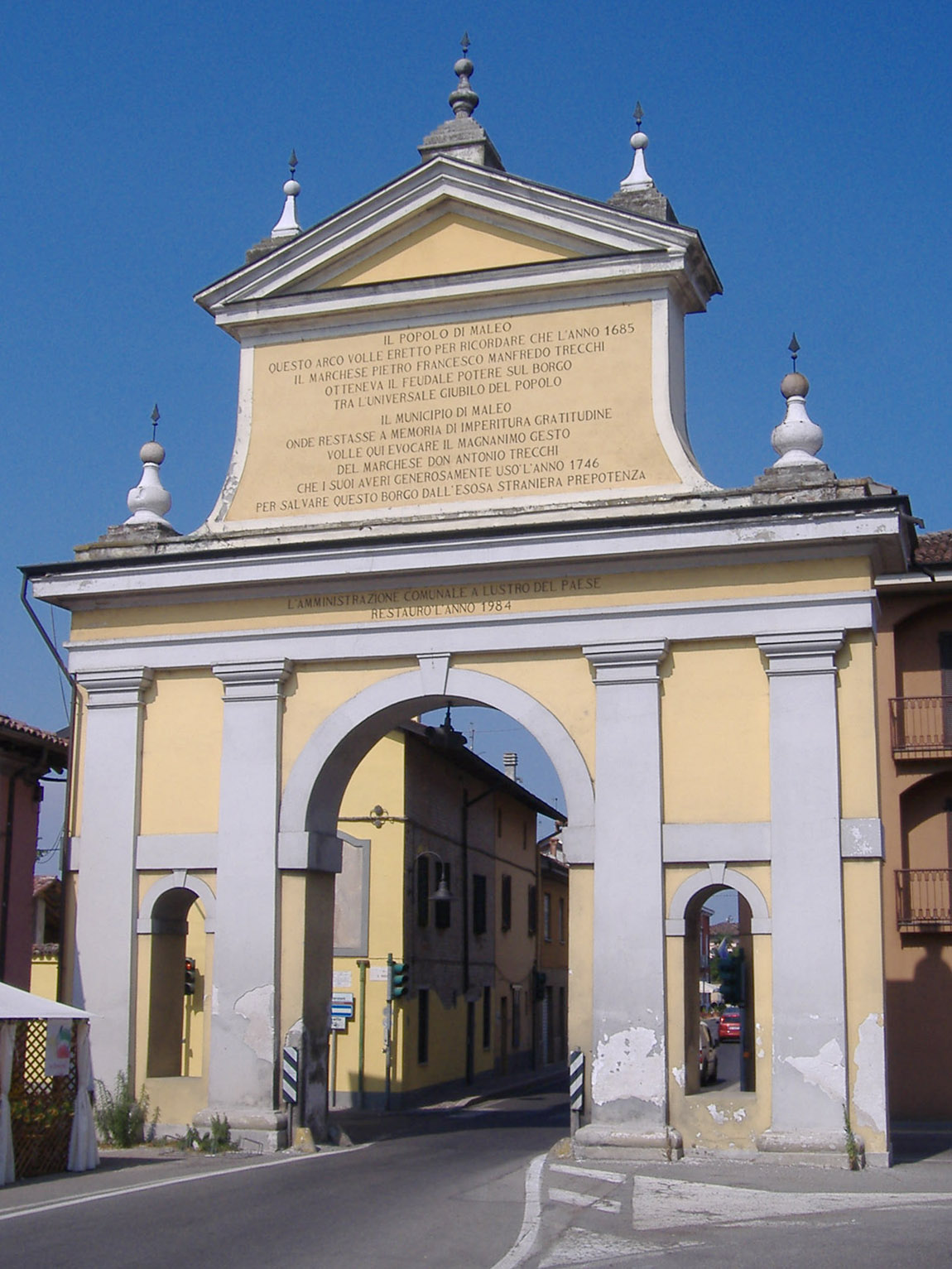
L'arc dédié à Antonio Trecchi, 1865.

Son nom, issu sans doute du latin malleum, provient de l'existence d'un grand château.

## Culture
Maleo compte trois monuments importants : 
- la maison Trecchi, avec une pinacothèque et d'importantes archives ;
- l'église paroissiale ;
- l'arc érigé en 1685 à l'entrée du village et dédié à Antonio Trecchi.

### Hameaux

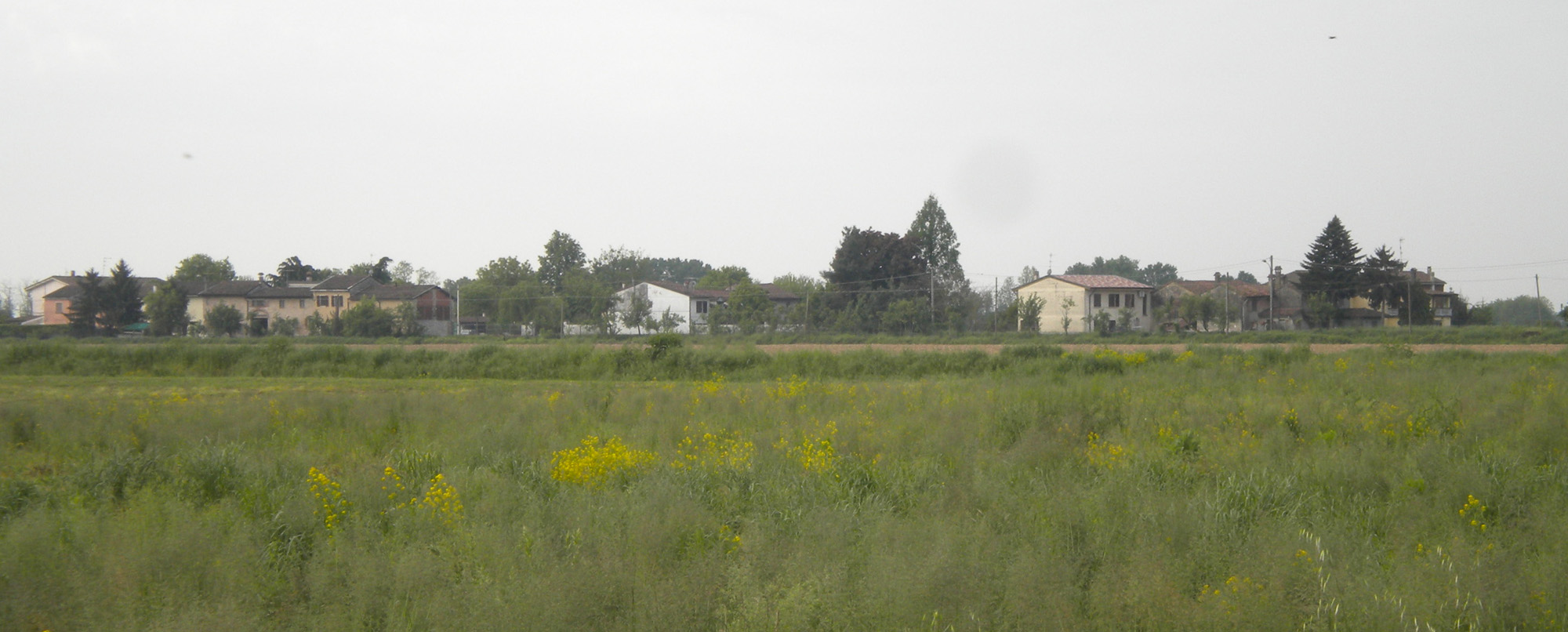
Panorama du petit hameau Casenuove.

## Administration
| Période                                  | Période | Identité | Étiquette | Qualité |
| ---------------------------------------- | ------- | -------- | --------- | ------- |
|                                          |         |          |           |         |
| Les données manquantes sont à compléter. |         |          |           |         |

### Communes limitrophes
Pizzighettone, Cavacurta, Codogno, Cornovecchio, Corno Giovine, San Fiorano, Santo Stefano Lodigiano